# Francolin d'Erckel
Pternistis erckelii
Espèce
Synonymes
- Francolinus erckelii (Rüppell, 1835)

Statut de conservation UICN

 LC  : Préoccupation mineure
Le Francolin d'Erckel (Pternistis erckelii ou Francolinus erckelii) est une espèce d'oiseaux de la famille des faisans. Il se rencontre dans l'est de l'Afrique : Érythrée, Éthiopie et Soudan, et a été introduit à Hawaï en 1957. Son nom commémore le taxidermiste et naturaliste allemand Theodor Erckel (1811-1897).

## Distribution
Hauts plateaux de l’Ethiopie et est du Soudan (Kassala). Introduit à Hawaii en 1957 où il s’est bien établi sur les six plus grandes îles. Introduit en Europe sur l'île de Zannone avec une population très relictuelle.

## Sous-espèce
La forme F. e. pentoni Praed 1920, isolée dans le nord du Soudan, à plumage légèrement plus gris et plus pâle, n’est plus considérée comme une sous-espèce valide.

## Habitat
Le francolin de Erckel est inféodé aux couverts broussailleux, aux fourrés en lisière de forêt et à la végétation arbustive le long des cours d’eau, atteignant en altitude les formations de bruyère arborescente (Erica arborea) entre 2 000 et 3 500 m. Les formations buissonneuses qu’il fréquente consistent en Carissa, Rumex, Maytenus, Rosa abyssinica et les herbacées en Hyparrhenia. La forme soudanaise vit à plus basse altitude dans les zones boisées des collines le long du lit des rivières (Urban et al. 1986).

## Alimentation
Elle consiste en graines de plantes herbacées, grains de plantes céréalières, pousses et baies d’arbustes et insectes. Il a également été observé, au petit matin, glanant des grains dans des champs moissonnés (Urban et al. 1986). Hennache & Ottaviani (2011) ont observé, en août 2005, un spécimen solitaire, à découvert dans une prairie de moyenne altitude (1800 m) dans le parc national de Bale dans le sud de l’Ethiopie. Il se nourrissait, à même le sol, de graines et de particules d’herbe.

## Mœurs
C’est un francolin timide et prudent, passant le plus clair de son temps dans la végétation dense ou sur des versants rocheux, en couples ou par petits groupes. Il est le plus actif à l’aube quand il se déplace et visite les abords des cultures. Il est difficile à observer et à localiser sauf par la voix, les mâles trahissant leur présence quand ils lancent leurs appels à l’aube et le soir, perchés sur des rochers ou au sommet de falaises. En cas d’alarme, il s’enfuit en courant et se réfugie dans le couvert végétal puis s’envole bruyamment vers le pied de la colline en cas de danger pressant. Des compagnies de francolins de Erckel peuvent converger vers leurs points d’eau de prédilection en fin d’après-midi. Ils n’hésitent pas à explorer les saillies rocheuses en quête de nourriture, évoluant et volant entre les escarpements, parfois même sur des rochers à pic (Madge & McGowan 2002).

## Voix
Le cri d’alarme consiste en une série prolongée de coassements et de caquètements, les premières notes sonores et appuyées, les suivantes diminuant graduellement en hauteur et en volume, errk-erkk-erk-erk-rkkuk-kuk-ku, ou une suite de notes basses chuck, s’accélérant jusqu’à un point culminant, puis suivies d’une autre série de notes plus basses et gloussées chuck-chuck-chuck-chuck-chuck-KRAAAAH-chuckaluck-chuckaluck-chuckaluck (Madge & McGowan 2002).

## Nidification
L’espèce est probablement monogame. Des œufs ont été découverts sur les hauts plateaux d’Ethiopie, en mai puis de septembre à novembre pendant la saison des pluies, et en avril et en mai, également en saison humide, dans le nord du Soudan. Le nid consiste en une simple petite dépression dans le sol, garnie d’herbes. Les deux parents restent avec les jeunes, formant des groupes familiaux perdurant probablement jusqu’à la saison de reproduction suivante. Les jeunes peuvent souffrir d’une certaine prédation par les babouins (Urban et al. 1986).

## Statut
L’espèce n’est pas considérée comme globalement menacée, occupant des habitats appropriés sur une vaste superficie de 220 000 km2. Elle était autrefois localement abondante en Éthiopie et au Soudan, mais elle a régressé dans les dernières décennies en raison de la destruction de son habitat (Madge & McGowan 2002).